# Graphosoma lineatum
Graphosoma lineatum е вид полутвърдокрило насекомо. Обитава умерените зони на Европа до Средна Азия. Обитава растения от семейство Сенникови и се храни със семена.

## Подвидове
- Graphosoma lineatum italicum (O.F. Müller, 1766) – Краката са черни, с изключение на третата тибия.
- Graphosoma lineatum lineatum (Linnaeus, 1758) – Подобен, но краката са винаги червени. Цветът прелива към оранжево.

Някои автори считат двата подвида за отделни видове, а други се отнасят към тях като цветови разновидности: G. lineatum, с оранжеви крака, среща се в южната част на Италия, Сардиния, Северна Африка и в Близкия Изток, докато G. italicum е чернокрака форма разпространена от средна Европа към северните части на ареала.

## Описание
Graphosoma lineatum достига дължина от 8-12 mm. Тялото е почти кръгло, с голям щит. Основният цвят на горната страна на тялото е ярко червен, с широки черни надлъжни ивици. Антените са черни. Страните на коремните сегменти са червени с много малки черни петна. Краката могат да бъдат черни или червени, в зависимост от подвида.